# United Airlines Tournament of Champions 1983 - Doppio
Rosemary Casals e Wendy Turnbull erano le detentrici del titolo, ma hanno perso in semifinale contro Il doppio del torneo di tennis United Airlines Tournament of Champions 1983, facente parte del Virginia Slims World Championship Series 1983, ha avuto come vincitrici Billie Jean King e Anne Smith.
Il doppio del torneo di tennis United Airlines Tournament of Champions 1983, facente parte del Virginia Slims World Championship Series 1983, ha avuto come vincitrici Billie Jean King e Anne Smith che hanno battuto in finale 6–3, 1–6, 7–6 Martina Navrátilová e Pam Shriver.

## Teste di serie
1. Martina Navrátilová /  Pam Shriver (finale)
2. Rosemary Casals /  Wendy Turnbull (semifinali)
3. Barbara Potter /  Sharon Walsh (semifinali)
4. Billie Jean King /  Anne Smith (campionesse)

## Tabellone

### Legenda
| - Q = Qualificato - WC = Wild card - LL = Lucky loser | - ALT = Alternate - SE = Special Exempt - PR = Protected Ranking | - w/o = Walkover - r = Ritirato - d = Squalificato |

|  | Quarti di finale | Quarti di finale                | Quarti di finale                | Quarti di finale | Quarti di finale |  |  | Semifinali                      | Semifinali                      | Semifinali                      | Semifinali                  | Semifinali |   |   | Finale                          | Finale                          | Finale | Finale | Finale |  |
|  |                  |                                 |                                 |                  |                  |  |  |                                 |                                 |                                 |                             |            |   |   |                                 |                                 |        |        |        |  |
|  | 1                | Martina Navrátilová Pam Shriver | Martina Navrátilová Pam Shriver | 6                | 6                |  |  |                                 |                                 |                                 |                             |            |   |   |                                 |                                 |        |        |        |  |
|  |                  | Rosalyn Fairbank Candy Reynolds | Rosalyn Fairbank Candy Reynolds | 2                | 3                |  |  | Martina Navrátilová Pam Shriver | Martina Navrátilová Pam Shriver | Martina Navrátilová Pam Shriver | 6                           | 6          |   |   |                                 |                                 |        |        |        |  |
|  | 3                | Barbara Potter Sharon Walsh     | 6                               | 3                | 6                |  |  | Barbara Potter Sharon Walsh     | Barbara Potter Sharon Walsh     | Barbara Potter Sharon Walsh     | 4                           | 3          |   |   |                                 |                                 |        |        |        |  |
|  |                  | Kathleen Horvath Yvonne Vermaak | 2                               | 6                | 3                |  |  |                                 |                                 |                                 |                             |            |   |   | Martina Navrátilová Pam Shriver | Martina Navrátilová Pam Shriver | 3      | 6      | 6      |  |
|  |                  | Andrea Jaeger Mary Lou Daniels  | 6                               | 6                | 6                |  |  |                                 |                                 | Billie Jean King Anne Smith     | Billie Jean King Anne Smith | 6          | 1 | 7 |                                 |                                 |        |        |        |  |
|  | 4                | Billie Jean King Anne Smith     | 3                               | 7                | 7                |  |  | Billie Jean King Anne Smith     | Billie Jean King Anne Smith     | Billie Jean King Anne Smith     | 6                           | 6          |   |   |                                 |                                 |        |        |        |  |
|  |                  | Ann Kiyomura Paula Smith        | Ann Kiyomura Paula Smith        | 4                | 4                |  |  | Rosemary Casals Wendy Turnbull  | Rosemary Casals Wendy Turnbull  | Rosemary Casals Wendy Turnbull  | 4                           | 1          |   |   |                                 |                                 |        |        |        |  |
|  | 2                | Rosemary Casals Wendy Turnbull  | Rosemary Casals Wendy Turnbull  | 6                | 6                |  |  |                                 |                                 |                                 |                             |            |   |   |                                 |                                 |        |        |        |  |